# Кэри, Байрон Плантагенет, 12-й виконт Фолкленд
Подполковник Байрон Плантагенет Кэри, 12-й виконт Фолкленд (англ. Byron Plantagenet Cary, 12th Viscount Falkland; 3 апреля 1845 — 10 января 1922) — шотландский пэр и офицер британской армии.

## Биография
Родился 3 апреля 1845 года. Старший сын капитана достопочтенного Байрона Чарльза Фердинанда Плантагенета Кэри (1808—1847), третьего сына капитана Чарльза Кэри, 9-го виконта Фолкленда, и Селины Мэри Фокс (1823—1868).
Байрон Кэри получил образование в Королевском военном колледже в Сандхерсте и в августе 1863 года получил звание энсина в 49-м пехотном полку. В августе 1867 году он получил звание лейтенанта, и переведен в 35-й пехотный полк в октябре того же года. В ноябре 1877 году он получил чин капитана.
Байрон Кэри был откомандирован на штабную службу в апреле 1880 года. Впоследствии он был повышен до звания майора в своем полку, который стал Королевским Сассекским полком во время реформ Чайлдерса 1881 года, и служил адъютантом генерал-майора Перси Филдинга на Мальте. Кэри вышел в отставку в марте 1884 года в почетном звании подполковника .
1 февраля 1886 года после смерти своего бездетного дяди, адмирала Плантагенета Кэри, 11-го виконта Фолкленда (1806—1886), Байрон Кэри унаследовал титулы 12-го виконта Фолкленда из Фолкленда в графстве Файф (Пэрство Шотландии) и 12-го лорда Кэри (Пэрство Шотландии).
В апреле 1893 года он был назначен заместителем лейтенанта Норт-Йоркшира и был подполковником-командиром 4-го (Северо-Йоркского ополчения) батальона Грин-Ховардс с октября 1891 года по ноябрь 1896 года, получив почетное звание полковника в 1893 году. Виконт Фолкленд был избран шотландским пэром-представителем в 1894 году и заседал в Палате лордов Великобритании до своей смерти. Он ушел в отставку из армии в ноябре 1896 года.

## Личная жизнь
25 сентября 1879 года Байрон Кэри женился на Мэри Рид (? — 17 ноября 1920), дочери эсквайра Роберта Рида из Нью-Йорка. У супругов было три сына и три дочери:
- Люшиус Кэри, 13-й виконт Фолкленд (23 сентября 1880 — 24 июля 1961)[1], старший сын и преемник отца.
- Достопочтенная Кэтрин Мэри Кэри (29 мая 1882 — 16 октября 1972)[1], в 1912 году она вышла замуж за Годфри Далримпл-Уайта, 1-го баронета (1866—1954)
- Достопочтенная Мэри Селина Кэри (10 ноября 1884 — 6 ноября 1960)[1], незамужняя
- Лейтенант-коммандер достопочтенный Байрон Плантагенет Кэри (25 января 1887 — 16 сентября 1917)[1], погиб, командуя подводной лодкой HMS G9
- Достопочтенная Леттис Кэри (29 сентября 1888 — 19 декабря 1963)[1], в 1918 году она вышла замуж за коммандера Ральфа Невилла (1887—1936) и в 1937 году за майора Филипа Пирсона-Грегори (1888—1955).
- Майор Достопочтенный Филип Плантагенет Кэри[1] (24 сентября 1895 — 21 июня 1968). В 1920 году он женился на Эстер Милдред Леон.

Виконт Фолкленд скончался 10 января 1922 году в возрасте 76 лет. Ему наследовал его старший сын Люшиус Кэри, 13-й виконт Фолкленд.